# Col des Gabiétous
À ne pas confondre avec le col de Gabiédou
Le col des Gabiétous  (en espagnol cuello de Gabieto) est un col de montagne pédestre des Pyrénées à 2 935 ou 2 938 mètres d'altitude entre le département français des Hautes-Pyrénées, en Occitanie, et la province espagnole de Huesca, dans la communauté autonome d'Aragon, sur la frontière franco-espagnole.
Il relie la vallée des Pouey Aspé en Lavedan à la vallée d'Ordesa en Aragon.

## Toponymie
En occitan gabiétou signifie « rhododendron ».

## Géographie
Le col des Gabiétous est situé entre le pic des Gabiétous oriental (3 031 m), à l'ouest et le pic du Taillon (3 144 m) à l'est. Il surplombe le glacier des Gabiétous au nord et le pico Royo au sud.

## Protection environnementale
Le pic est situé dans le parc national des Pyrénées et fait partie d'une zone naturelle protégée, classée ZNIEFF de type 1 : « Cirques d’Estaubé, de Gavarnie et de Troumouse » et de type 2 : « Haute vallée du gave de Pau : Vallées de Gèdre et Gavarnie ».

## Voies d'accès
Le col est tres difficile d'accès par le versant nord directement (versant français) à cause du glacier ; il vaut mieux passer par les crêtes depuis le sommet du pic de Gabiétou oriental ou versant sud (espagnol) par l'itinéraire du pico Royo.